# Ulricehamn
Ulricehamn er en by i Västergötland i Sverige. Ulricehamn ligger ved Ätrans udmunding i søen Åsunden, og er hovedby i Ulricehamns kommun. Byen hed i middelalderen Bogesund, men blev ved dronning Ulrika Eleonoras død i 1741 opkaldt efter hende.